# Nelson Rodríguez Arévalo
Nelson Rodríguez Arévalo (edad y fecha de nacimiento desconocido) es un asesino en serie colombiano. Estuvo implicado en el asesinato de aproximadamente 20 personas en la localidad de Ciudad Bolívar, Bogotá. Las autoridades creen puede estar relacionado con más asesinatos ya que se mantuvo activo durante 13 años.
Conocido por los alias de El Viejo, Omar, El Paraco y El Cucho Jorge, era considerado «un mito de la criminalidad», uno de los asesinos más buscados de Bogotá en 2018. Rodríguez Arévalo fue capturado por las autoridades colombianas después de ponerse en marcha la denominada «Operación Fénix» cuyo objetivo era desarticular varias estructuras criminales.

## Trayectoria
Empezó su vida delictiva en 2006, después de arribar a la ciudad de Bogotá procedente de Palocabildo, departamento del Tolima. Por aquel entonces las Autodefensas Unidas de Colombia (AUC) libraban enfrentamientos con muchos grupos al margen de la ley, también estaban en un proceso de desmovilización. Aunque Rodríguez Arévalo nunca perteneció a este grupo, aprendió cómo estos controlaban las zonas y los sectores donde hacían presencia. Su zona de influencia fue Ciudad Bolívar, Bogotá y algunas zonas aledañas al municipio de Soacha, departamento de Cundinamarca. Creó un grupo llamado «La Banda del Cucho» y exigía a sus cómplices fotos de las víctimas para comprobar su estado, también se fijaba en las publicaciones de los diarios, periódicos y la prensa especializada. Poco a poco fue creando una importante red de traficantes de drogas y de sicarios sin que las autoridades conocieran de él. Sus actividades delictivas le reportaban grandes sumas de dinero, al hecho de llegar a percibir $ 80 000 000 de pesos semanales.
Para las autoridades, Rodríguez Arévalo era un «fantasma» y «un mito de la criminalidad» ya que nadie conocía su rostro, sin embargo, la policía siguió investigando durante varios años y en 2018 rastreó una conversación que tuvo con uno de sus sicarios. A partir de esto, las autoridades pudieron establecer de quién se trataba y lanzaron el 20 de julio de ese mismo año la denominada «Operación Fénix», cuyo objetivo principal era la desarticulación de bandas y estructuras delincuenciales dedicadas mayoritariamente al sicario selectivo y el microtráfico.
Durante las operaciones, logró escapar de las autoridades, sin embargo, el 6 de septiembre de 2018 fue localizado y capturado en un sector conocido como La Quiba.